# 苏阳稷王庙
苏阳稷王庙位于中国山西省新绛县阳王镇苏阳村东口，现为山西省文物保护单位。

## 历史
苏阳稷王庙创建于元代，明代重修。

## 建筑
现存正殿稷王殿，及东侧关帝殿、西侧圣母殿。庙内有5色槐一株。
大殿为元代建筑风格，面阔三间，进深二间，悬山顶，面积84平方米。

## 保护
2016年6月6日，苏阳稷王庙公布为第五批山西省文物保护单位，古建筑类，年代为元、清，编号5-113。	